# 惠氏呂宋花鮨
惠氏呂宋花鮨，為輻鰭魚綱鱸形目鱸亞目鮨科的其中一種，分布於印度太平洋區，包括加羅林群島、吉里巴斯、新喀里多尼亞、聖誕島、帛琉、新喀里多尼亞等海域，棲息深度可達200公尺，體長可達5公分，棲息在外海礁坡，為底棲性魚類，屬肉食性，以浮游生物為食。

## 擴展閱讀
維基物種上的相關：惠氏呂宋花鮨